# Krtské skály
Přírodní památka Krtské skály byla vyhlášena v roce 2002 a nachází se u obce Krty v okrese Rakovník. Chráněné území je v péči Krajského úřadu Středočeského kraje.

## Předmět ochrany
Předmětem ochrany je lesní území s četnými zvětralými skalními výchozy, balvanitými sutěmi i roztroušenými balvany. Součástí chráněné lokality jsou staré žulové lomy, především zatopený Horní lom v centrální části chráněného území. V těchto lomech se v minulosti, zejména v 19. století, těžila kvalitní žula, která byla použita například při stavbě mostu Legií v Praze, zámku v Krásném Dvoře nebo kostela v Žatci. Přírodní památka byla vyhlášena s cílem zachovat tyto významné krajinné prvky a též i diverzitu rostlinných a živočišných společenstev, jejichž výskyt je podmíněn geologickým podkladem území.